# Trzebinia
Trzebinia là một thị trấn thuộc huyện Chrzanowski, tỉnh Małopolskie ở nam Ba Lan. Thị trấn có diện tích 32 km². Đến ngày 1 tháng 1 năm 2011, dân số của thị trấn là 20175 người và mật độ 632 người/km².